# Clinch

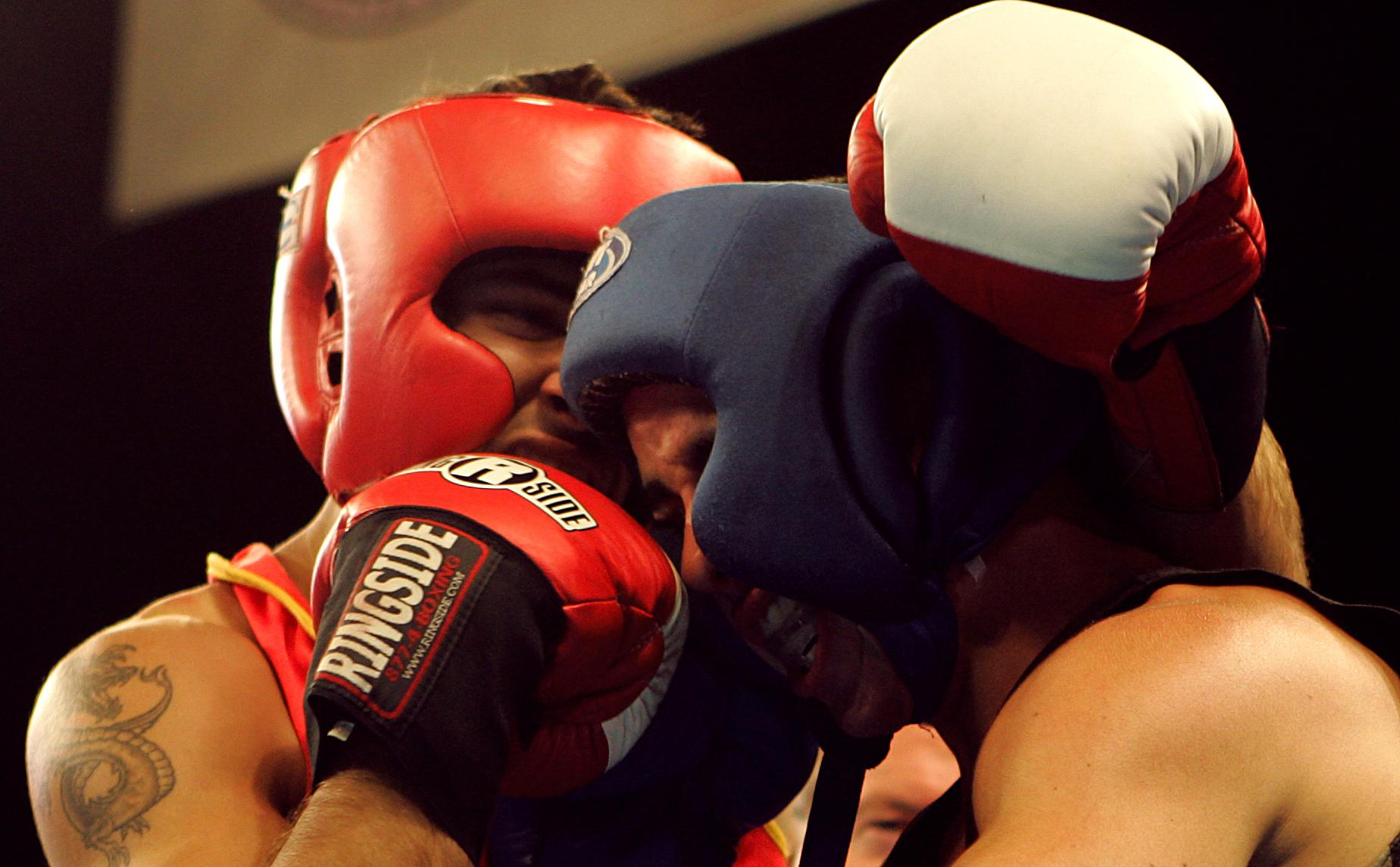
No boxe, um dos pugilistas segura a cabeça do adversário em um clinch

Clinch (em português: "agarre", ou "pega") é uma técnica de luta agarrada muito comum no boxe (pugilismo) e no boxe tailandês, em que um dos lutadores imobiliza os braços de seu oponente, dando-lhe "um abraço", e impedindo-o de atacar.

## Técnica
O clinch é um movimento ou situação que ocorre durante a luta, quando um dos lutadores agarra os braços  do adversário, ou segura-se em seu corpo. A técnica possui várias finalidades, ofensiva e defensivamente, permitindo que o lutador que a aplique descanse por alguns segundos, ao pausar a luta, ou que crie distância de seu oponente, já que o árbitro acabará por separar os lutadores caso o clinch persista. 
Já os pesos-pesados, como Tyson Fury, utilizam a técnica para se aproveitar do próprio peso, que aplicam sobre o oponente ao buscar o clinch, como forma de cansá-lo. 

## Regra

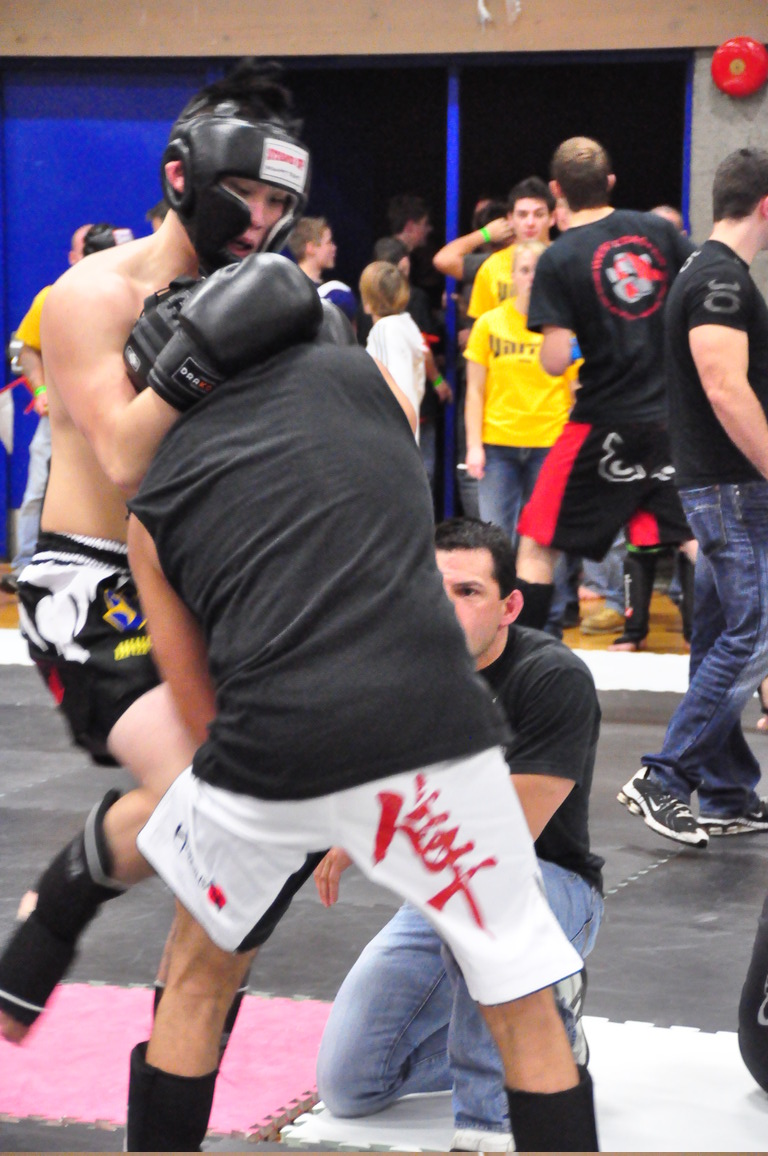
Joelhada em Muay thai com clinch.

### Boxe
Enquanto tecnicamente o uso do clinch é ilegal com base nas regras tradicionais do boxe, sua regra é uma das mais vagas do esporte, e um grande número de pugilistas a emprega em suas estratégias. 
A maioria dos árbitros costuma permitir o emprego do clinch por certo tempo, e mesmo permitir que os oponentes se liberem da técnica por conta própria. Os árbitros também possuem a autoridade de separar os lutadores, situação na qual ambos devem dar ao menos um passo para trás antes de começarem a se enfrentar novamente.
Se um dos lutadores utilizar a técnica de maneira excessiva, ou se recusar a soltar seu oponente após ter sido instruído a fazê-lo, o árbitro poderá aplicar-lhe certas punições, como dar-lhe advertências, subtrair  seus pontos na luta, e até mesmo declarar sua desclassificação. No entanto, as punições, efetivamente, são bastante raras.

#### Luta suja
Muitos pugilistas empregam a chamada "luta suja" (em inglês: dirty fighting), em que, de forma condenável, aplicam golpes em seu adversário simultaneamente à aplicação do clinch. Estes golpes não são pontuados pelos juízes, e podem causar grandes ferimentos aos que são atingidos.

### Boxe tailandês
Diferente do que ocorre no boxe, o clinch é tecnicamente permitido no boxe tailandês. É comum o adversário ser abraçado ou puxado pela cabeça, para que lhe sejam desferidas joelhadas tanto no tórax quanto na cabeça.

## Controvérsia
O clinch é uma das técnicas mais controversas do boxe. Os fãs que gostam da intensidade das lutas consideram que seu uso desacelera a ação e torna a luta chata, enquanto que os fãs dos detalhes e da complexidade da doce ciência consideram-no uma habilidade útil, empregada pelas maiores celebridades do esporte. Já as pessoas leigas podem ver o clinch como sendo apenas dois pugilistas se abraçando durante a luta. 